# Fort Seneca
Fort Seneca – jednostka osadnicza w Stanach Zjednoczonych, w stanie Ohio, w hrabstwie Seneca.